# The Innocent Age
| Recensione              | Giudizio        |
| ----------------------- | --------------- |
| AllMusic                | [ 2 ]           |
| Debaser                 | [ 3 ]           |
| Sputnikmusic            | 4.1 (Excellent) |
| Dizionario del Pop-Rock | [ 5 ]           |

The Innocent Age è un doppio album discografico di Dan Fogelberg, pubblicato dalla casa discografica Full Moon/Epic Records nell'agosto del 1981.
L'album raggiunse la sesta posizione (il 10 ottobre 1981) della classifica statunitense Billboard 200, mentre quattro brani presenti nell'album entrarono nella Chart Hot 100 di Billboard: Run for the Roses (diciottesimo posto); Leader of the Band (nono posto); Same Old Lang Syne (nono posto); Hard to Say (settimo posto).

## Tracce
Lato A
Testi e musiche di Dan Fogelberg.
1. Nexus – 6:04
2. The Innocent Age – 4:15
3. The Sand and the Foam – 4:19
4. In the Passage – 6:28

Lato B
Testi e musiche di Dan Fogelberg, eccetto dove indicato.
1. Lost in the Sun – 3:53
2. Run for the Roses – 4:18
3. Leader of the Band / Washington Post March – 4:48 (Dan Fogelberg / John Philip Sousa)
4. Same Old Lang Syne – 5:21

Lato C
Testi e musiche di Dan Fogelberg.
1. Stolen Moments – 3:12
2. The Lion's Share – 5:10
3. Only the Heart May Know – 4:09
4. The Reach – 6:30

Lato D
Testi e musiche di Dan Fogelberg, eccetto dove indicato.
1. Aireshire Lament – 0:52
2. Times Like These – 3:02
3. Hard to Say – 4:00
4. Empty Cages – 6:24 (Dan Fogelberg, Norbert Putnam, Mike Utley, Russ Kunkel)
5. Ghosts – 7:16

## Musicisti
Nexus
- Dan Fogelberg - voce solista, accompagnamento vocale, chitarra acustica, chitarra elettrica, basso, sitar elettrico Coral, percussioni
- Joni Mitchell - voce
- Russ Kunkel - batteria
- Don Alias - congas, shekere, tamburo africano, quido, cowbells
- Heart of Darkness Chorale - accompagnamento vocale, cori

The Innocent Age
- Dan Fogelberg - voce solista, accompagnamento vocale, chitarra acustica, chitarra elettrica, basso, pianoforte, tamburello
- Russ Kunkel - batteria
- Richie Furay - armonie vocali

The Sand and the Foam
- Dan Fogelberg - voce, chitarra acustica
- Gail Levant - arpa
- Jesse Erlich - violoncello

In the Passage
- Dan Fogelberg - voce solista, accompagnamento vocale, pianoforte, chitarra elettrica, sintetizzatore Prophet V, pianoforte elettrico, sintetizzatore mini moog
- Mike Finnigan - organo
- Kenny Passarelli - basso
- Russ Kunkel - batteria, cymbals

Lost in the Sun
- Dan Fogelberg - voce solista, accompagnamento vocale, chitarra acustica, chitarra elettrica, cowbell
- Kenny Passarelli - basso
- Mike Finnigan - organo
- Russ Kunkel - batteria

Run for the Roses
- Dan Fogelberg - voce solista, accompagnamento vocale, pianoforte, basso
- Al Perkins - chitarra pedal steel
- Jimmie Fadden - armonica
- Russ Kunkel - batteria

Leader of the Band/The Washington Post March
- Dan Fogelberg - voce, chitarra acustica
- Brass Quintet - strumenti a fiato
- Glen Spreen - arrangiamento strumenti a fiato
- UCLA Band - marching band (The Washington Post March)
- Lawrence Fogelberg - arrangiamento (The Washington Post March)

Same Old Lang Syne
- Dan Fogelberg - voce solista, accompagnamento vocale, pianoforte, basso, pianoforte elettrico
- Michael Brecker - sassofono soprano
- Russ Kunkel - batteria

Stolen Moments
- Dan Fogelberg -  voce solista, accompagnamento vocale, chitarra acustica, chitarra elettrica, chitarra lap steel, percussioni
- Norbert Putnam - basso
- Russ Kunkel - batteria
- Marty Lewis - tambourine

The Lion's Share
- Dan Fogelberg - voce solista, accompagnamento vocale, chitarra acustica, chitarra elettrica, pianoforte, sintetizzatore Prophet V, sintetizzatore ARP String Ensemble
- Mike Finnegan - organo
- Michael Brecker - sassofono tenore
- Kenny Passarelli - basso
- Russ Kunkel - batteria
- Don Henley - armonie vocali

Only the Heart May Know
- Dan Fogelberg - voce, chitarra acustica, pianoforte tack
- Emmylou Harris - voce
- Al Perkins - chitarra pedal steel

The Reach
- Dan Fogelberg - voce solista, accompagnamento vocale, chitarra acustica, chitarra elettrica, ship's bell
- Mike Utley - pianoforte
- David Duke - corno francese
- Jerry Hey - piccolo, tromba
- Norbert Putnam - basso
- Russ Kunkel - batteria
- Mike Brewer - armonie vocali

Aireshire Lament
- Dan Fogelberg - bowed psaltery, sintetizzatore Prophet V, sintetizzatore ARP String Ensemble
- Gail Levant - arpa celtica, harpa da concerto
- Sid Sharp - violino

Times Like These
- Dan Fogelberg - voce solista, accompagnamento vocale, chitarra acustica, chitarra elettrica, pianoforte, basso, percussioni
- Russ Kunkel - batteria
- Motor City Marty (Marty Lewis) - percussioni aggiunte

Hard to Say
- Dan Fogelberg - voce, chitarra solista, chitarra ritmica, chitarra acustica, voce
- Mike Utley - pianoforte elettrico
- Tom Scott - sassofono tenore
- Norbert Putnam - basso
- Russ Kunkel - batteria, congas, timbales
- Glenn Frey - armonie vocali

Empty Cages
- Dan Fogelberg - voce, chitarra solista, chitarra ritmica elettrica, chitarra acustica, pianoforte elettrico, percussioni
- Mike Utley - pianoforte
- Norbert Putnam - basso
- Russ Kunkel - batteria, percussioni
- Joe Lala - congas, timbales
- Chris Hillman - armonie vocali

Ghosts
- Dan Fogelberg - voce solista, pianoforte, pianoforte elettrico, hammer dulcimer, chitarra solista elettrica, chitarra ritmica
- Kenny Passarelli - basso
- Russ Kunkel - batteria, percussioni (backwards traps)
- Sid's Raiders (membri della UCLA Choir diretti da Marc Gottesman) - cori

Note aggiuntive
- Dan Fogelberg con Marty Lewis - produttori
- Registrazioni effettuate al: Northstar Studios (Boulder, Colorado); Rudy Records (Hollywood, California); Wally Heider Studio (Hollywood, California); Sunset Sound (Hollywood, California); Record Plant (Sausalito, California); Caribou Ranch (Nederland, Colorado)
- Marty Lewis - ingegnere delle registrazioni
- Arrangiamenti orchestrali di Glen Spreen e Dan Fogelberg
- Sid Sharp - concertmaster
- Mixato al Sunset Sound di Los Angeles, California da Marty Lewis
- Dan Fogelberg e Andy Katz - fotografie copertina album
- Andy Katz - fotografie interno copertina album
- Kosh - consulente design album
- Quest'album è dedicato alla memoria di mio nonno e di Django[10]